# Facundo Krüger
Facundo Nicolás Krüger (Ezeiza, Argentina, 5 de junio de 2000) es un futbolista argentino que juega en la posición de delantero. Actualmente milita en Barracas Central de la Primera División de Argentina.

## Trayectoria
Oriundo de Ezeiza, se formó en las divisiones inferiores de Arsenal, Deportivo Camioneros y Tristán Suárez, hasta unirse a las divisiones inferiores de Cañuelas Fútbol Club en febrero de 2018. Siendo juvenil de Tristán Suárez, en 2016  sufrió un grave accidente automovilístico, quedando con una fractura rimaleolar.
En noviembre de 2018, debutó en el primer equipo ante Deportivo Armenio bajo la dirección técnica de Roberto Sosa.En diciembre de 2019, marcó el gol con que Cañuelas se coronó campeón del Apertura de Primera C 2019.También fue miembro del plantel que consiguió el ascenso a la Primera B Metropolitana en el Torneo Transición 2020 de la Primera C.
En marzo de 2021 fue cedido a Deportes Valdivia de la Segunda División de Chile. En la temporada 2023 fue cedido con opción de compra a Temperley de la Primera B Nacional.Después de finalizado su préstamo, Temperley ejecutó la opción de compra de sus derechos, con un contrato por tres años.En junio de 2024, es anunciada su cesión a Barracas Central de la Primera División de Argentina hasta fines de la temporada 2025 con opción de compra.

## Clubes
| Club                         | País      | Año       |
| ---------------------------- | --------- | --------- |
| Cañuelas                     | Argentina | 2018-2023 |
| → Deportes Valdivia (cedido) | Chile     | 2021      |
| → Temperley (cedido)         | Argentina | 2023      |
| Temperley                    | Argentina | 2024-     |
| → Barracas Central (cedido)  | Argentina | 2024-Act. |